# Умершие в октябре 2007 года
Это список известных людей, соответствующих установленным критериям значимости (см. Википедия:Критерии значимости персоналий), умерших в октябре 2007 года.
Причина смерти указывается лишь в исключительных случаях (убийство, самоубийство, гибель в результате военных действий, смертная казнь, ДТП или несчастные случаи). В остальных случаях — не указывается.

## Список
- 1 октября — Ортер, Эл — американский легкоатлет (метание диска).
- 2 октября — Дассановски, Эльфи фон (83) — австрийская певица, пианистка и кинопродюсер.
- 5 октября — Кузин, Владимир Семёнович (77) — советский лыжник, олимпийский чемпион.
- 5 октября — Кемповский, Вальтер — немецкий писатель и историк-архивист.
- 6 октября — Гладков, Юрий Павлович — российский политический деятель.
- 8 октября — Калишер, Юлиан Абрамович — советский и российский режиссёр-мультипликатор.
- 10 октября — Владимир Сошальский (настоящая фамилия — Феодосьев) (78) — советский и российский актёр театра и кино, Народный артист РСФСР.
- 10 октября — Георгий Паламарчук (88) — Герой Советского Союза, во время войны командир торпедного катера ТКА-12, старший лейтенант; отец писателя и литературоведа Петра Паламарчука.
- 11 октября — Шри Чинмой (76) — неоиндуистский проповедник и общественный деятель, создатель и руководитель религиозной организации «Церковь Центр Шри Чинмоя».
- 12 октября — Кисё Курокава (73) — японский архитектор и один из основателей движения метаболистов.
- 12 октября — Александр Ахиезер (78) — российский философ, социолог, историк.
- 12 октября — Паулу Аутран (85) — выдающийся бразильский театральный актёр.
- 14 октября — Боб Денар (настоящее имя Жильбер Буржо) (77) — французский наёмник, совершивший более 10 госпереворотов.
- 15 октября — Виталий Захаров (84) — советский партийный и государственный деятель, генерал-лейтенант милиции.
- 16 октября — Кастильо Лара, Росалио Хосе — венесуэльский и куриальный кардинал.
- 19 октября — Иерно, Жан (86) — бельгийский антрополог, генетик и врач, ректор Официального университета Конго и Руанды-Урунди (1957—1960).
- 24 октября — Катя Огонёк (настоящее имя Кристина Пенхасова) (30) — певица, «королева русского шансона»; сердечная недостаточность.
- 24 октября — Эбен, Пётр — чешский композитор, пианист и органист.
- 26 октября — Корнберг, Артур (89) — американский биохимик, лауреат нобелевской премии по медицине.
- 26 октября — Феклисов, Александр Семёнович — советский разведчик, полковник Службы внешней разведки России в отставке, Герой России.
- 28 октября — Серкина, Александра Васильевна (89) — доктор медицинских наук, Почетный гражданин Иркутска.
- 31 октября — Кушарт, Модест — каталонский художник, двоюродный брат Антони Тапиеса.